# 박경환 (배우)
박경환(1968년 ~ )은 대한민국의 영화 배우이다.

## 출연 작품

### 드라마
- 2020년 《인간수업》 - 학교 선생님 역
- 2015년 《위대한 이야기 - I.M.Father》
- 2015년 《징비록》 - 신각 역
- 2015년 《위대한 이야기 - 이산가족 이야기 (TV조선) / 놓지 말자 정신줄 (tvN)》
- 2013년 《구암 허준》 - 혜민서 도약사령 역
- 2011년 《광개토태왕》 - 월부장 (해모월의 부장) 역
- 2009년 《자명고》 - 부퉁 역
- 2007년 《왕과 나》 - 최참봉의 집사 역
- 2006년 《연개소문》 - 용걸 역
- 2006년 《주몽》 - 부분노 역
- 2005년 《서동요》 - 서동을 돕는 산적 두목 역
- 2005년 《쾌걸춘향》 - 형사 역

### 영화
- 2017년 《로마의 휴일》 ... 병원원장 역
- 2015년 《코인라커》 ... 신 사장 역
- 2010년 《회복》 ... 마케팅부문 역
- 2008년 《신기전》 ... 진대인 역
- 2006년 《청춘만화》 ... 태권도 선수 4 역
- 2004년 《그녀를 모르면 간첩》 ... 검은 양복 사내 1 역
- 2002년 《로드무비》 ... 웨이터 역
- 2001년 《이것이 법이다》 ... 칼잡이 일당 4 역
- 2000년 《공포 택시》 ... 도망 남 역
- 1999년 《삼양동 정육점》 ... 상현 역
- 1999년 《노랑머리》 ... 사내 1 역
- 1999년 《간첩 리철진》 ... 수사요원 4 역
- 1997년 《깊은 슬픔》
- 1997년 《스카이 닥터》 ... 어깨들 1 역
- 1997년 《비트》 ... 경환 역
- 1996년 《깡패 수업》
- 1995년 《돈을 갖고 튀어라》 ... 행동대 5 역
- 1994년 《두목》 ... 필수 역

### CF
- 2013년 러시앤캐시